# Isla Blair
Isla Blair (Bangalore, 29 september 1944) is een in India geboren Brits actrice.

## Biografie
Blair werd geboren in Bangalore, op tweejarige leeftijd verhuisde zij met haar (Engelse) ouders naar Engeland. Het acteren heeft zij geleerd aan de Royal Academy of Dramatic Art in Bloomsbury.
Blair begon in 1964 met acteren in de film A Hard Day's Night, waarna zij nog meerdere rollen speelde in films en televisieseries. Naast het acteren is zij ook actief in lokale theaters en speelde zij in diverse theatervoorstellingen.
Blair is in 1968 getrouwd met acteur Julian Glover, zij zijn de ouders van acteur Jamie Glover. Blair was samen met haar man medeoprichter van Salisbury Playhouse, een theater in Wiltshire.

## Filmografie

### Films
Selectie:
- 2011 Johnny English Reborn - als Shirley
- 1989 Valmont - als barones
- 1989 Indiana Jones and the Last Crusade - als mrs. Donovan
- 1968 Taste the Blood of Dracula - als Lucy Paxton
- 1964 A Hard Day's Night - als actrice

### Televisieseries
Selectie:
- 2010 Law & Order: UK - als Carla Hopley - 2 afl.
- 2010 Single Father - als Beatty - 4 afl.
- 1996-1997 A Touch of Frost - als Rosalie Martin - 3 afl.
- 1995 The Final Cut - als Claire Carlsen - 4 afl.
- 1982 Alexa - als Alexa - 4 afl.
- 1981 The History Man - als Flora Beniform - 4 afl.
- 1976-1977 When the Boat Comes In - als Lady Caroline - 5 afl.
- 1976 The Crezz - als Emma Antrobus - 7 afl.
- 1970-1971 The Doctors - als dr. Linda Carpenter - 31 afl.
- 1968 The Dickie Henderson Show - als Jane - 12 afl.
- 1966 The Liars - als Sarah - 5 afl.

- Bibliothèque nationale de France: cb14050154z (data)
- International Standard Name Identifier: 0000 0001 3358 176X
- MusicBrainz: 11fb29e9-e2ab-4862-8452-5b059b02ce69
- Nationale Bibliotheek van Tsjechië: pna2007389194
- Nederlandse Thesaurus van Auteursnamen: 353049905
- Système universitaire de documentation: 201588897
- Virtual International Authority File: 64208638
- WorldCat: E39PBJdCkVPxBD44kQ4Wtj97HC